# Achtermoor (Hamburg)

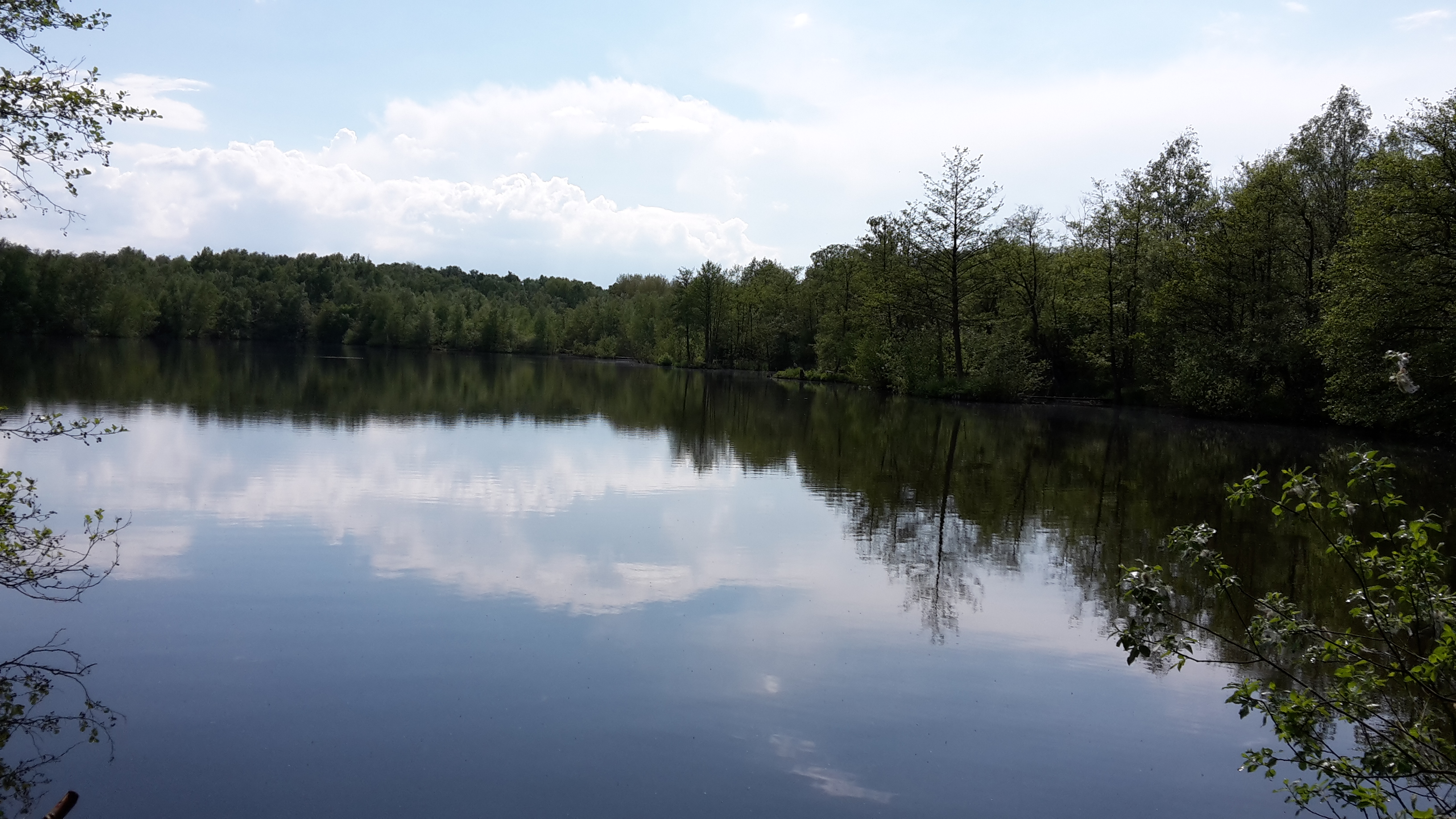
Einer der beiden Achtermoorteiche. Erkennbar ist der eckige Umriss infolge des Torfabbaus.

Das Achtermoor befindet sich in Hamburg-Lohbrügge im Nordwesten des Naturschutzgebiets Boberger Niederung.

## Beschreibung
Das Achtermoor als Relikt der Randmoorzone liegt im Westen des Naturschutzgebiets, zwischen Bergedorfer Straße (B 5) bzw. der Trasse der Südstormarnschen Kreisbahn im Norden und dem Segelfluggelände Boberg im Süden. Es fand hier Torfabbau statt. Die abgetorften Mulden füllten sich mit Wasser und bildeten so zwei Teiche, der Westliche Achtermoorteich und der Östliche Achtermoorteich, die durch ihre daher eher eckigen Umrisse gekennzeichnet sind. Seit 1968 ist das Moor Naturdenkmal, seit 1991 Teil des Naturschutzgebiets Boberger Niederung.
Umliegend entwickelte sich ein urwaldähnlicher Erlen-Weiden-Wald. In den Teichen gibt es eine wurzellose Pflanze, den Wasserschlauch. Er fängt mit seinen trichterförmigen Blättern kleine Wassertierchen.